# 光照寺 (郡山市)
光照寺（こうしょうじ）は、福島県郡山市田村町細田に所在する天台宗の寺院。正式には阿弥陀山 安養院 光照寺。

## 概要
創建時期不詳。境内にある郡山市指定重要文化財の念仏堂で知られる。

## 念仏堂
1772年（明和9年）完成の仏堂建築。当時、周辺の村々で蔓延していた悪病を除くために住職が念仏の修行を始めたことがきっかけで1741年（寛保元年）から建設が進められ、周辺20ヶ村（当時）の総出による作業で31年もの年月をかけて建設された。
建物は宝形造、鉄板葺（完成当時は藁葺）で正面に向拝がある造り。大きさは3間四方とやや小さいものの、江戸神田の彫工による30頭の龍などの美しい彫刻が細部にまで施され、完成時は朱色に塗られていたとみられる他、屋根は二重垂木の構造になっているなど当時としては贅沢な造りで、一時期は柳津の虚空蔵尊と肩を並べるほどの賑わいだったと伝わる。
1987年（昭和62年）、郡山市指定重要文化財に指定された。

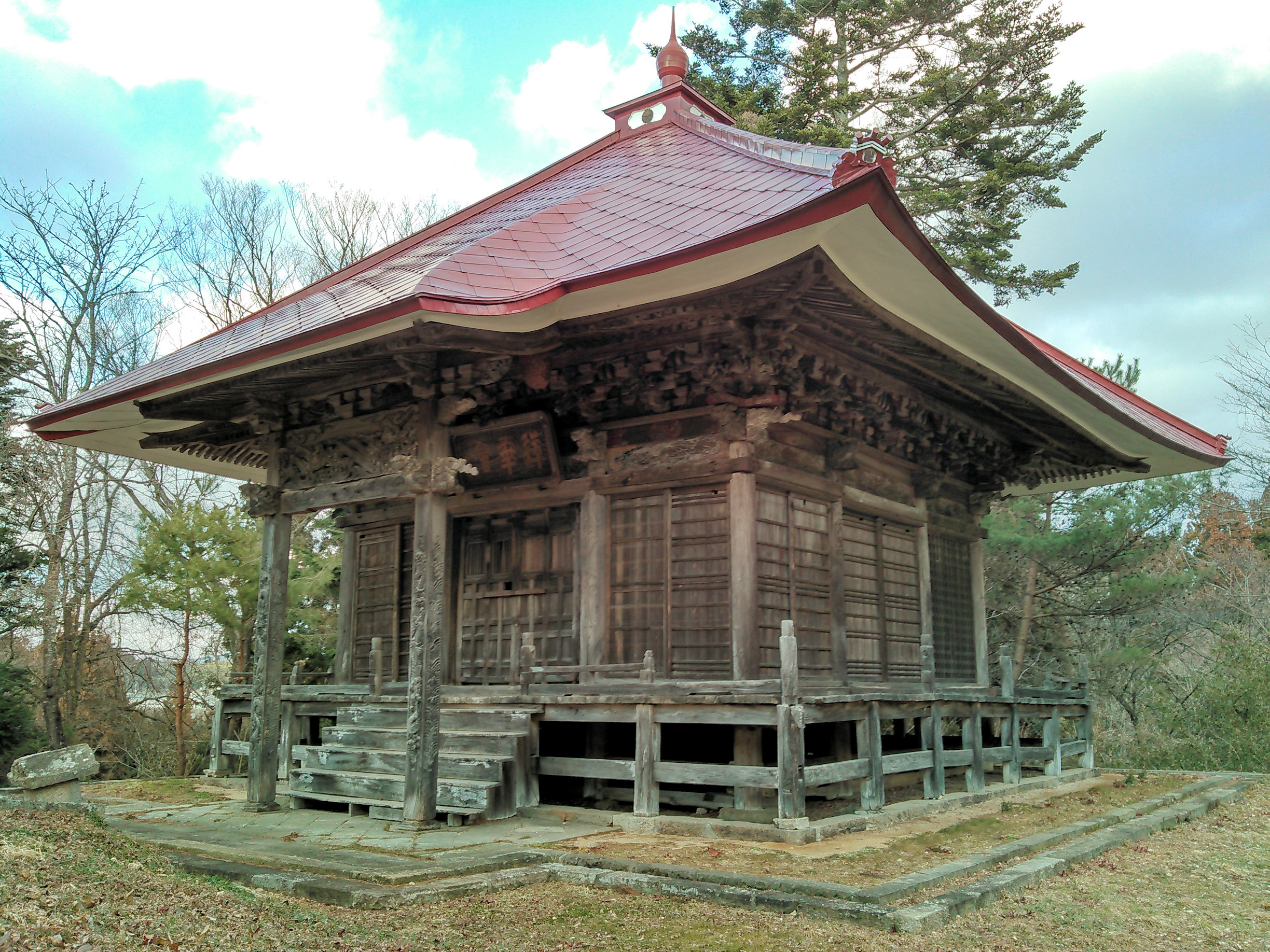
光照寺念仏堂
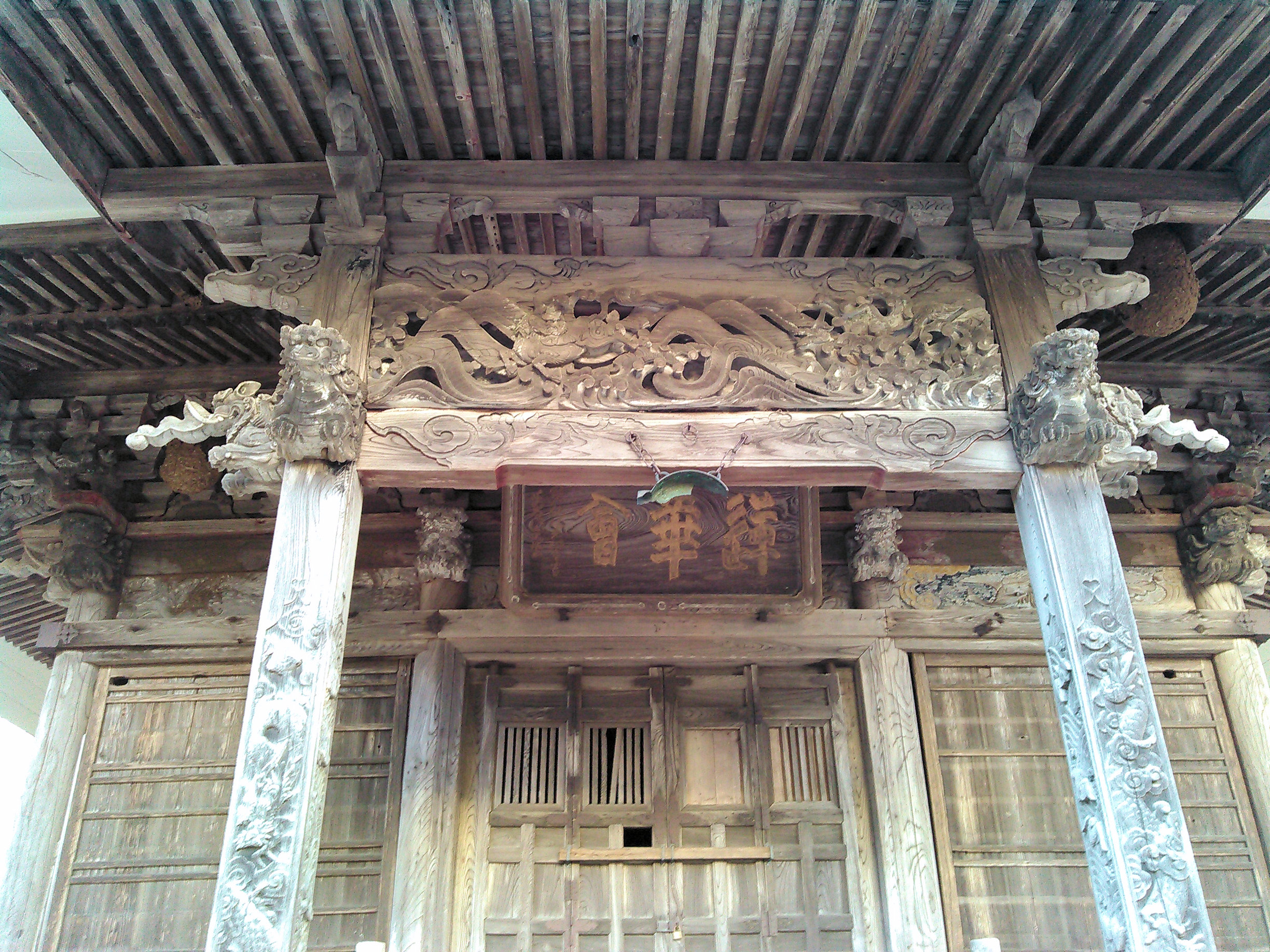
向拝正面の彫刻
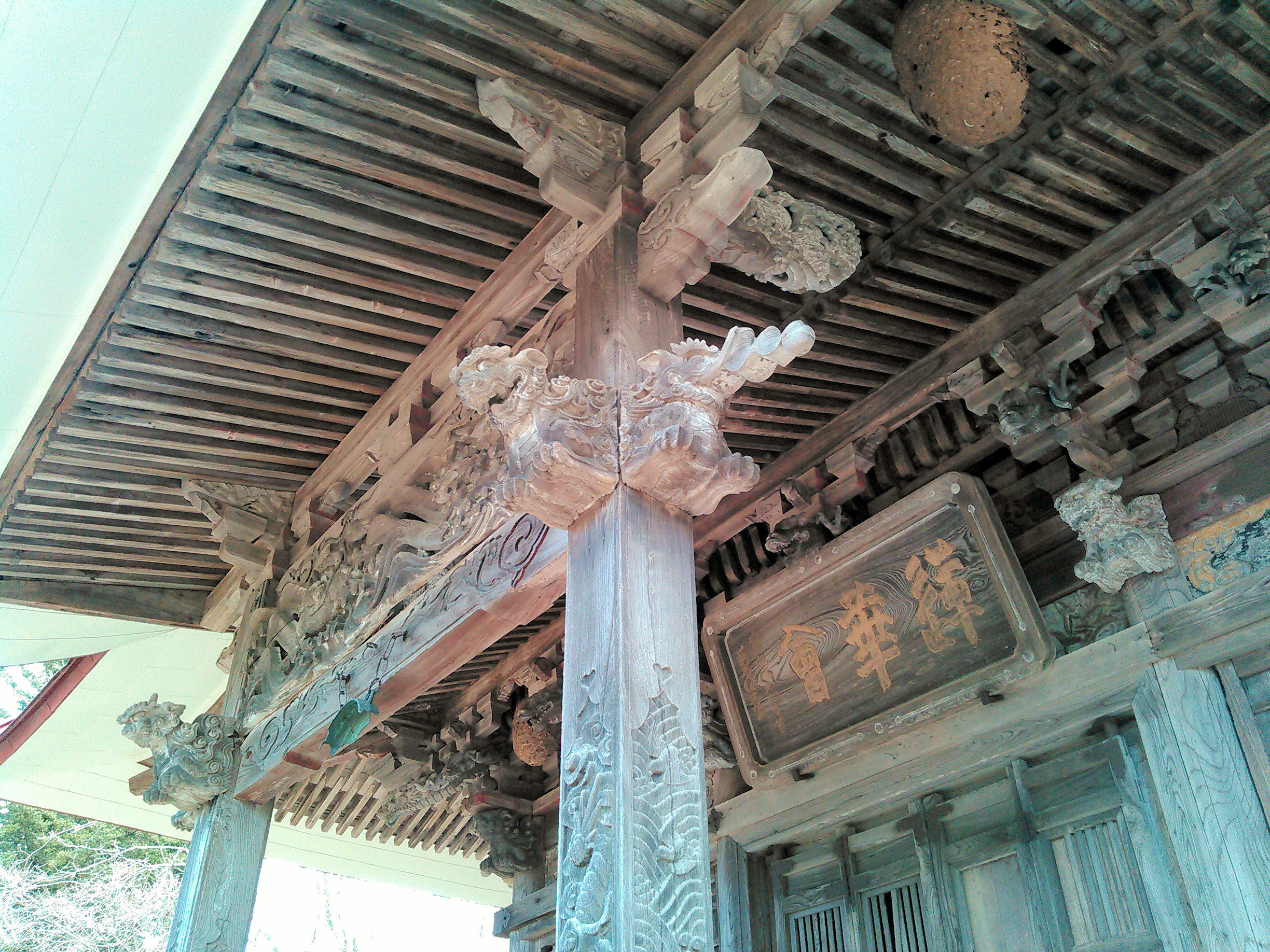
向拝斜め前から
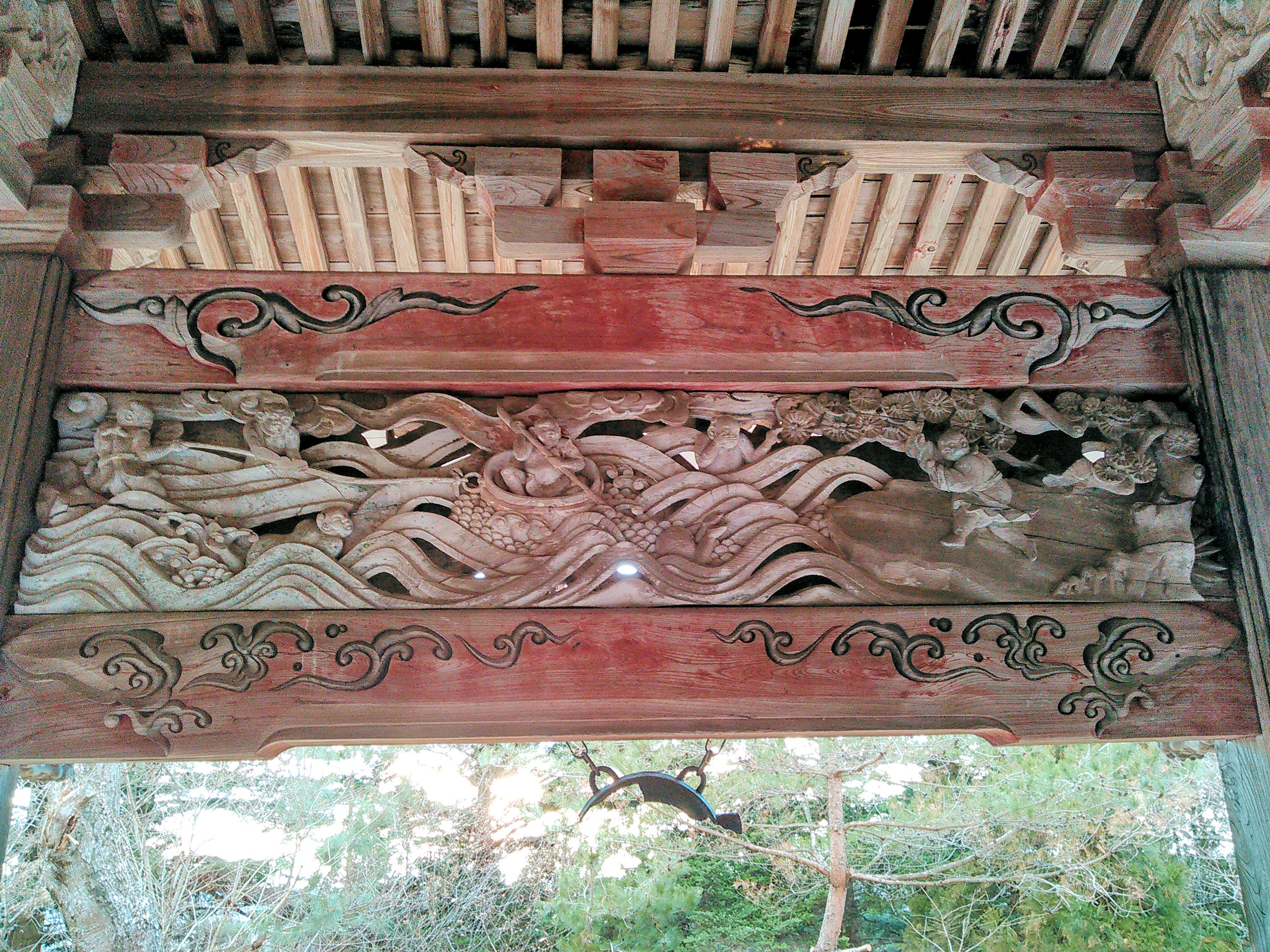
向拝の裏から
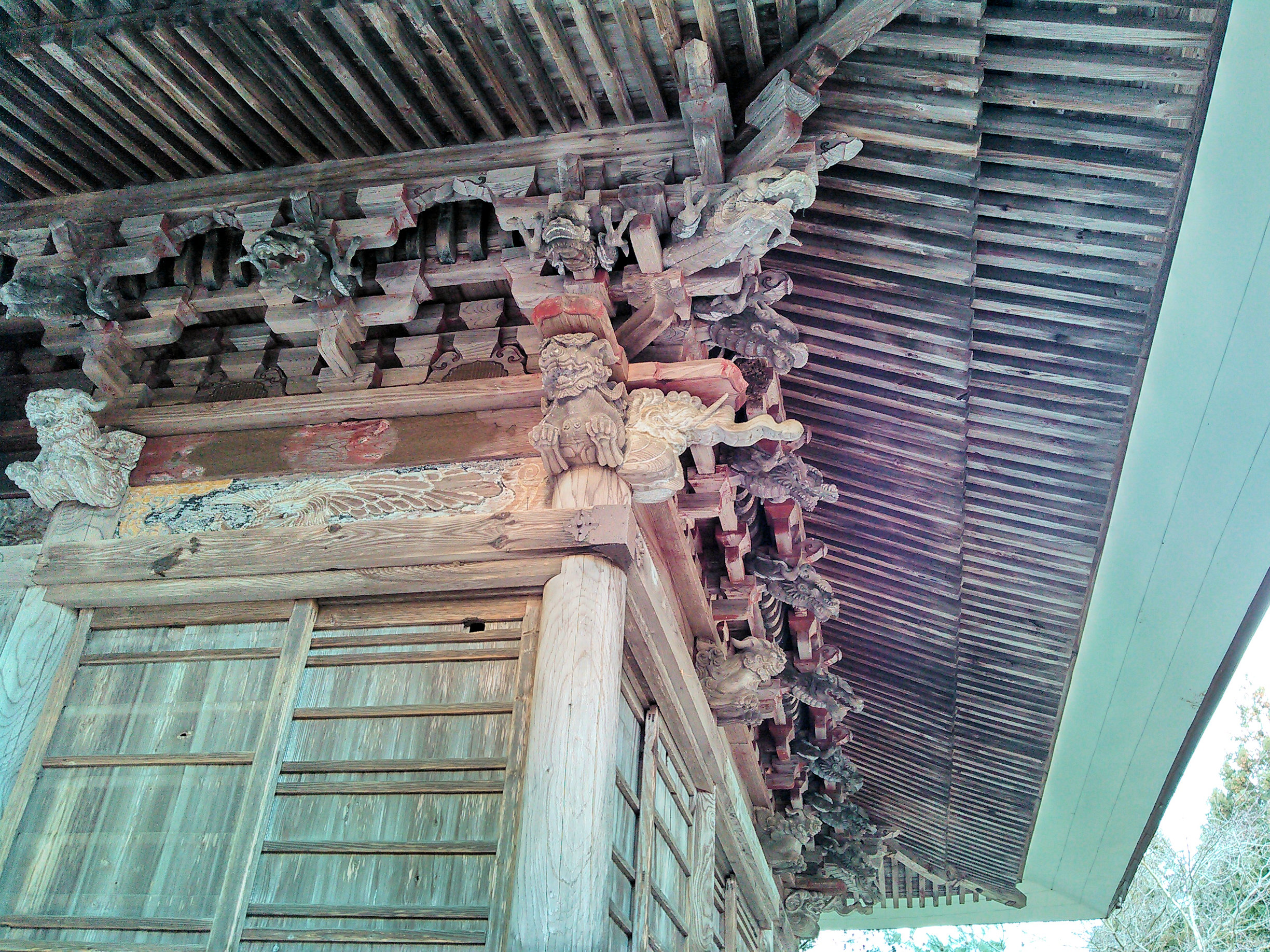
右側の軒下の彫刻
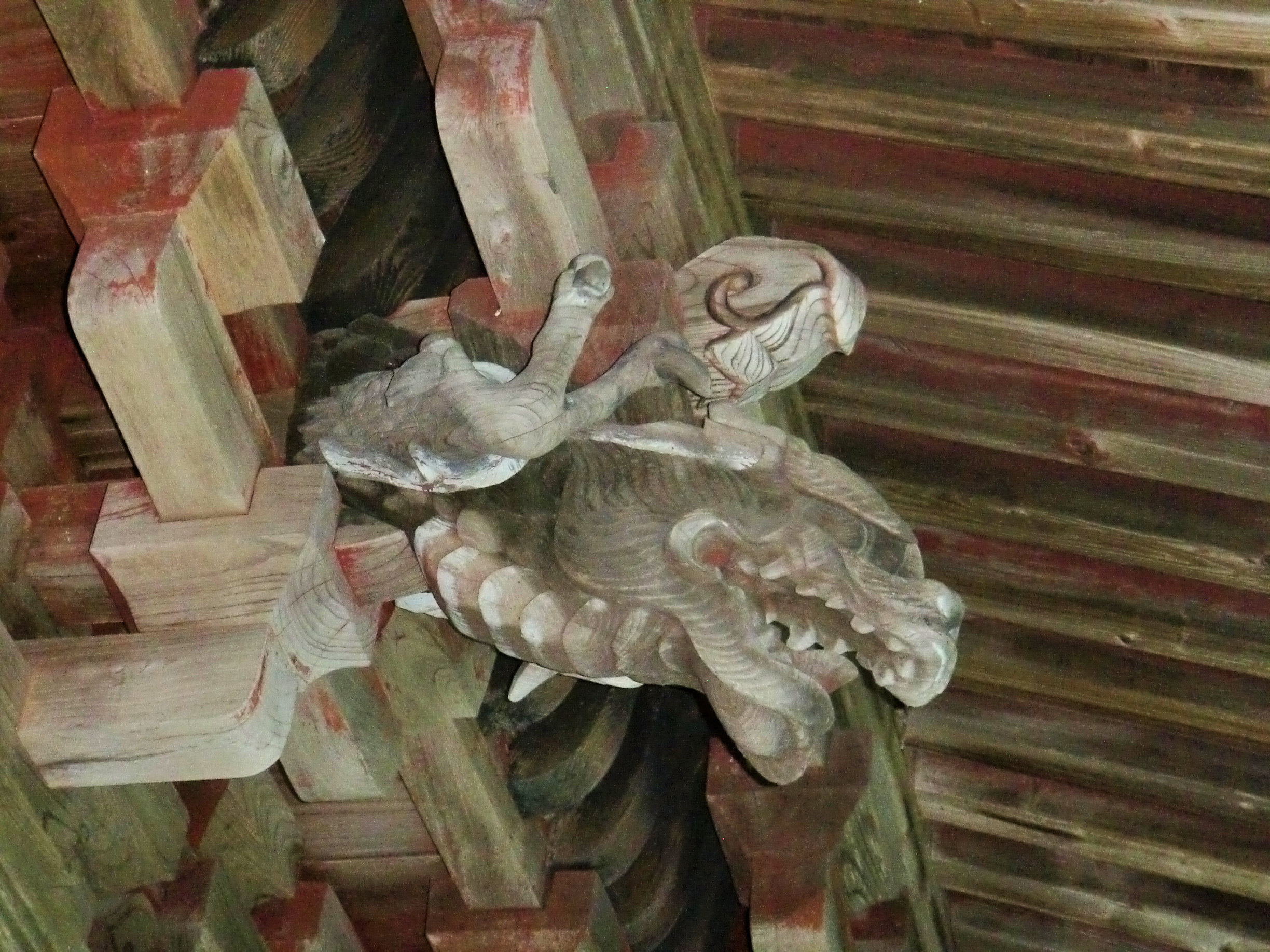
梁を支える龍の一頭

## 祭礼
2月には涅槃会が、4月には花祭が行なわれ、甘茶などが振る舞われる。また、寺に伝わる十二支の掛軸なども公開されることがある。

## 交通アクセス
- JR東日本水郡線谷田川駅から徒歩25分
- JR東日本郡山駅2番バス乗り場より旧国道経由蓬田行または馬場行で「矢平」または「谷田川駅入口」停留所下車、徒歩20分
- 磐越自動車道郡山東ICから車で21分（郡山東部広域農道経由）